# 비알코리아
비알코리아는 1985년 SPC그룹과 세계적인 식품그룹 던킨브랜즈( en:Dunkin' Brands Inc.)의 합작투자로 설립되었다. 설립 첫 해, 프리미엄 아이스크림 브랜드 배스킨라빈스를 런칭하여 국내에 프리미엄 아이스크림 시장을 개척했다. 1993년에는 던킨도너츠를 런칭하여 세분화된 베이커리 시장을 선점하였다. 현재는 전국에 2,100개 이상의 배스킨라빈스와 던킨도너츠 매장을 운영하고 있다. HACCP(위해요소 중점관리기준) 인증을 받은 충북음성센터에서 각종 아이스크림을 생산하고 있으며, 대규모 로스팅센터도 운영하여 매장에서 사용하는 커피빈을 직접 제조하고 있다. 비알코리아는 아이스크림, 도너츠, 커피, 음료 등을 제공한다.